# Прем'єр-міністри Аруби
Прем'єр-міністр Аруби - голова уряду Аруби. Разом із радою міністрів Аруби є виконавчою владою Аруби.

## Список прем'єр-міністрів Аруби
| № | № | Фото | Name (дата народження–смерті) | Строк повноважень | Строк повноважень | Партія                |
| - | - | ---- | ----------------------------- | ----------------- | ----------------- | --------------------- |
|   | 1 |      | Хенні Еман (1948)             | 1 січня 1986      | 9 лютого 1989     | Народна партія Аруби  |
|   | 2 |      | Нельсон Одубер (1947)         | 9 лютого 1989     | 1 вересня 1994    | Народний виборчий рух |
|   | 3 |      | Хенні Еман (1948)             | 1 вересня 1994    | 30 жовтня 2001    | Народна партія Аруби  |
|   | 4 |      | Нельсон Одубер (1947)         | 30 жовтня 2001    | 30 жовтня 2009    | Народний виборчий рух |
|   | 5 |      | Майк Еман (1961)              | 30 жовтня 2009    | 17 листопада 2017 | Народна партія Аруби  |
|   | 6 |      | Евелін Вевер-Крус (1966)      | 17 листопада 2017 | по теперішній час | Народний виборчий рух |